# Brandolino VI Brandolini
Brandolino Brandolini (Cison, 1611 – luglio 1652) è stato un condottiero italiano.

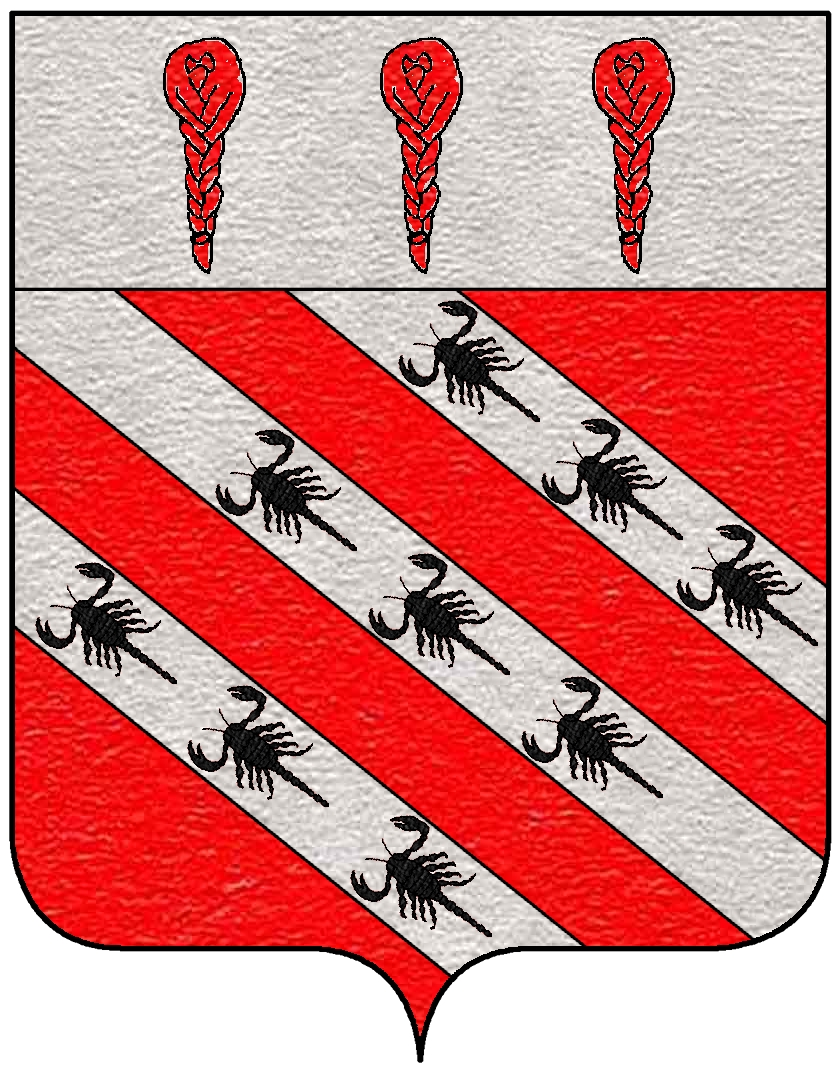
Stemma dei Brandolini

Figlio di Guido e di Pierina Capodilista, proveniva da una nobile famiglia con una lunga tradizione militare che, nel XV secolo, aveva ricevuto dalla Serenissima la contea di Valmareno.

## Biografia
Ebbe qualche rudimento di letteratura a Bologna, ma fu destinato presto alla carriera delle armi, esordendo nel 1629 durante la guerra del Monferrato: partecipò all'assedio di Mantova sotto il comando dello zio Paolo, allora condottiero al servizio di Luigi d'Este.
Dal 1637, avendovi rinunciato lo zio, condusse per la Serenissima una compagnia di cinquanta lance, con un soldo di 500 ducati. Nello stesso anno ottenne dal Senato il permesso di combattere per le Province Unite nella guerra degli ottant'anni. Questa esperienza contribuì ulteriormente alla sua formazione bellica, soprattutto nell'ambito delle fortificazioni.
Nel 1642 fu alla testa di una compagnia di corazzieri veneziani di stanza a Modena, mobilitati durante le tensioni sorte tra papa Urbano VIII e i Farnese intorno al ducato di Parma e Piacenza. L'anno successivo fu mandato a Creta per presidiare la piazzaforte di Rettimo alla vigilia della guerra di Candia. Nel 1645, a conflitto appena iniziato, si ammalò e si ritirò a vita privata nel suo feudo.
Nel 1650 sposò Giulia Gambara, ma appena qualche tempo dopo moriva per un'archibugiata sparatagli da un suo rivale (per interesse o per gelosia), tale Savoini. Quest'ultimo riuscì per un periodo a scampare alla vendetta dei parenti del Brandolini, ma fu assassinato nel 1670 dai bravi del nipote Guido.